# Ligue mondiale masculine de water-polo 2012
Navigation
Édition précédente Édition suivante
La Ligue mondiale 2012 est la onzième édition de la Ligue mondiale de water-polo masculin, compétition annuelle organisée par la Fédération internationale de natation (FINA).
Chaque zone continentale organise des qualifications entre équipes invitées à participer. Leurs huit vainqueurs participent à une super finale, organisée du 12 au 17 juin 2012 à Almaty, au Kazakhstan. Lors du dernier match de cette super finale, l'équipe de Croatie remporte la compétition.
L'équipe vainqueur et celle d’Italie, troisième, obtiennent une place qualificative au tournoi masculin des Championnats du monde de natation 2013 de Barcelone, en Espagne (dont l’équipe nationale est déjà qualifiée comme représentant le pays hôte).

## Équipes participant à la super finale
Le règlement pour 2012 prévoit deux qualifiées pour l'Amérique, deux pour l'Asie et l’Océanie, trois pour l’Europe et la qualification automatique de l’équipe de la fédération hôte.
| Compétition                    | Date                            | Lieu                              | Nombre de places | Qualifiés              |
| ------------------------------ | ------------------------------- | --------------------------------- | ---------------- | ---------------------- |
| Pays organisateur              | Pays organisateur               | Pays organisateur                 | 1                | Kazakhstan             |
| Zone africaine                 | aucun                           | aucun                             | 0                | -                      |
| Zone américaine                | 10 au 13 mai 2012               | Tustin (États-Unis)               | 2                | États-Unis Brésil      |
| Zones asiatiques et océanienne | 3 au 5 mai 2012 8 au 10 mai     | Shanghai (Chine) et Chiba (Japon) | 2                | Australie Chine        |
| Zone européenne                | 15 novembre 2011 - 20 mars 2012 | matches aller-retour              | 3                | Croatie Espagne Italie |
| TOTAL                          |                                 |                                   | 8                |                        |

## Organisation
Chaque fédération participe verse 25 000 dollars des États-Unis de frais de participation. La prime minimale est de 15 000 dollars pour les équipes non qualifiées et celle terminant huitième de la super finale. Elle augmente de 5 000 en 5 000 dollars jusqu'à la quatrième place. Les trois premiers de la super finale remportent respectivement 50 000, 70 000 et 100 000 pour le vainqueur.
En novembre 2011, est annoncé que la super finale a lieu à Almaty, au Kazakhstan. C'est la première super finale masculine organisée dans l'un des pays de l’Asia Swimming Federation.

## Qualifications
Les équipes nationales sont invitées par la FINA à participer aux qualifications de la Ligue mondiale d'après leurs résultats ou leurs progrès récents. Ces qualifications sont organisées par zone continentale ou par regroupement de deux zones continentales selon le nombre d'équipes participantes. Qu'elles soient jouées en matches aller-retour ou en tournoi d’une semaine, les qualifications supposent que chaque équipe joue deux fois contre ses adversaires.
Les matches ne peuvent pas se terminer sur un score d'égalité. Une séance de tirs au but (« T ») départage les équipes. Dans ce cas-là, le vainqueur marque deux points au classement et le perdant un point, au lieu respectivement de trois points et zéro point en cas de score inégal.

### Afrique
La FINA prévoit un tournoi africain de qualification en mai 2012 bien qu'aucun quota n’est prévu pour l'Afrique dans le règlement de la compétition pour 2012.

### Amérique
La FINA prévoit un tournoi américain de qualification du 10 au 13 mai 2012, à Tustin, en Californie (États-Unis).
| Rang | Équipe     | Pts | J | G | N | P | Bp | Bc | Diff |
| ---- | ---------- | --- | - | - | - | - | -- | -- | ---- |
| 1    | États-Unis | 12  | 4 | 4 | 0 | 0 | 56 | 11 | +45  |
| 2    | Brésil     | 6   | 4 | 2 | 0 | 2 | 24 | 39 | -15  |
| 3    | Canada     | 0   | 4 | 0 | 0 | 4 | 19 | 49 | -30  |

Les équipes des États-Unis et du Brésil se qualifient pour la super finale.
| Date   |            | Score |            | Quarts-temps          |
| ------ | ---------- | ----- | ---------- | --------------------- |
| 10 mai | États-Unis | 14-1  | Brésil     | 3-0 ; 3-0 ; 6-0 ; 2-1 |
| 11 mai | Canada     | 6-13  | Brésil     | - ; -                 |
| 11 mai | États-Unis | 11-2  | Canada     | 3-2 ; 2-0 ; 3-0       |
| 12 mai | Brésil     | 8-5   | Canada     | - ; -                 |
| 12 mai | Brésil     | 2-14  | États-Unis | 4-2 ; 4-0 ; 3-0       |
| 13 mai | Canada     | 6-17  | États-Unis | 1-4 ; 2-7 ; 3-3 ; 0-3 |

Le 11 mai, l'équipe du Brésil joue un match amical supplémentaire avec l’équipe « junior » des États-Unis.

### Asie et Océanie
La FINA prévoit un tournoi de qualification commun aux zones asiatique et océanienne du 3 au 5 mai 2012, à Shanghai, en République populaire de Chine et du 8 au 10 mai à Chiba, au Japon.
Les équipes d’Australie et de Chine se qualifient pour la super finale pour laquelle celle du Kazakhstan l’était déjà en tant que représentant du pays organisateur.
| Rang | Équipe     | Pts | J | G | N | P | Bp | Bc | Diff |
| ---- | ---------- | --- | - | - | - | - | -- | -- | ---- |
| 1    | Australie  | 18  | 6 | 6 | 0 | 0 | 80 | 25 | +55  |
| 2    | Chine      | 9   | 6 | 3 | 0 | 3 | 40 | 55 | -15  |
| 3    | Japon      | 9   | 6 | 3 | 0 | 3 | 49 | 53 | -4   |
| 4    | Kazakhstan | 0   | 6 | 0 | 0 | 6 | 28 | 64 | -36  |

L'équipe de Chine termine deuxième car elle a battu celle du Japon sur un score cumulé de dix-sept buts à seize.
| Date                 |            | Score |            | Quarts-temps          |
| -------------------- | ---------- | ----- | ---------- | --------------------- |
| Tournoi de Shanghai. |            |       |            |                       |
| 3 mai                | Japon      | 12-9  | Kazakhstan | - ; -                 |
| 3 mai                | Chine      | 1-14  | Australie  | 0-3 ; 1-4 ; 0-3 ; 0-4 |
| 4 mai                | Australie  | 14-7  | Japon      | 2-1 ; 3-2 ; 5-1 ; 4-3 |
| 4 mai                | Chine      | 8-4   | Kazakhstan | - ; -                 |
| 5 mai                | Kazakhstan | 5-10  | Australie  | 2-3 ; 1-1 ; 1-4 ; 1-2 |
| 5 mai                | Chine      | 11-12 | Japon      | - ; -                 |
| Tournoi de Chiba.    |            |       |            |                       |
| 8 mai                | Chine      | 9-4   | Kazakhstan | - ; -                 |
| 8 mai                | Japon      | 4-10  | Australie  | 0-1 ; 1-2 ; 2-3 ; 1-4 |
| 9 mai                | Australie  | 15-3  | Kazakhstan | 2-1 ; 5-1 ; 6-1 ; 2-0 |
| 9 mai                | Japon      | 4-6   | Chine      | - ; -                 |
| 10 mai               | Australie  | 17-5  | Chine      | 4-2 ; 4-1 ; 5-2 ; 4-0 |
| 10 mai               | Japon      | 10-3  | Kazakhstan | - ; -                 |

### Europe
Les douze équipes européennes invitées sont réparties en trois groupes à l'intérieur desquels les équipes se rencontrent en matches aller et retour du 15 novembre 2011 à une sixième journée prévue le 20 mars 2012.
Le premier de chaque groupe se qualifie pour la super finale.
Le tenant du titre depuis l'édition 2010, l'équipe de Serbie, et le vainqueur de celle de 2009, l'équipe du Monténégro, ne sont pas inscrits aux qualifications de la Ligue mondiale 2012.

#### Groupe A
| Rang | Équipe          | Pts | J | G | N | P | Bp | Bc | Diff |
| ---- | --------------- | --- | - | - | - | - | -- | -- | ---- |
| 1    | Italie          | 12  | 4 | 4 | 0 | 0 | 54 | 16 | +38  |
| 2    | Russie          | 6   | 4 | 2 | 0 | 2 | 32 | 43 | -11  |
| 3    | Grande-Bretagne | 0   | 4 | 0 | 0 | 4 | 24 | 51 | -27  |

| Date             |                 | Score |                 | Quarts-temps          |
| ---------------- | --------------- | ----- | --------------- | --------------------- |
| 15 novembre 2011 | Italie          | 16-5  | Russie          | - ; -                 |
| 6 décembre 2011  | Grande-Bretagne | 6-14  | Italie          | 1-5 ; 1-4 ; 3-2 ; 1-3 |
| 11 janvier 2012  | Russie          | 12-8  | Grande-Bretagne | - ; -                 |
| 21 février 2012  | Russie          | 4-10  | Italie          | 1-2 ; 2-3 ; 1-1 ; 0-4 |
| 6 mars 2012      | Italie          | 14-1  | Grande-Bretagne | 4-0 ; 3-1 ; 3-0 ; 4-0 |
| 20 mars 2012     | Grande-Bretagne | 9-11  | Russie          | 2-2 ; 3-3 ; 3-4 ; 1-2 |

#### Groupe B
| Rang | Équipe    | Pts | J | G | N | P | Bp | Bc | Diff |
| ---- | --------- | --- | - | - | - | - | -- | -- | ---- |
| 1    | Croatie   | 11  | 4 | 3 | 1 | 0 | 48 | 33 | +15  |
| 2    | Allemagne | 5   | 4 | 1 | 2 | 1 | 41 | 45 | -4   |
| 3    | Macédoine | 2   | 4 | 0 | 1 | 3 | 30 | 41 | -11  |

| Date             |           | Score            |           | Quarts-temps                    |
| ---------------- | --------- | ---------------- | --------- | ------------------------------- |
| 15 novembre 2011 | Croatie   | 11-11 16-15 a.T. | Allemagne | 3-2 ; 3-3 ; 2-4 ; 3-2 T : 5-4   |
| 17 décembre 2011 | Allemagne | 8-5              | Macédoine | 1-0 ; 3-1 ; 2-3 ; 2-1           |
| 5 janvier 2012   | Macédoine | 8-9              | Croatie   | 1-3 ; 4-2 ; 1-3 ; 2-1           |
| 14 février 2012  | Allemagne | 6-11             | Croatie   | 2-3 ; 1-2 ; 2-3 ; 1-3           |
| 6 mars 2012      | Croatie   | 12-4             | Macédoine | 4-1 ; 2-1 ; 3-2 ; 3-0           |
| 20 mars 2012     | Macédoine | 9-9 13-12 a.T.   | Allemagne | 1-4 ; 3-2 ; 2-1 ; 3-2 ; T : 4-3 |

#### Groupe C
| Rang | Équipe   | Pts | J | G | N | P | Bp | Bc | Diff |
| ---- | -------- | --- | - | - | - | - | -- | -- | ---- |
| 1    | Espagne  | 12  | 6 | 4 | 0 | 2 | 60 | 40 | +20  |
| 2    | Grèce    | 12  | 6 | 4 | 0 | 2 | 55 | 40 | +15  |
| 3    | Roumanie | 12  | 6 | 4 | 0 | 2 | 65 | 46 | +19  |
| 4    | Turquie  | 0   | 6 | 0 | 0 | 6 | 27 | 81 | -54  |

Le classement final est établi selon les seuls résultats des confrontations de ces trois équipes à égalité de points.
| Rang | Équipe   | Pts | J | G | N | P | Bp | Bc | Diff |
| ---- | -------- | --- | - | - | - | - | -- | -- | ---- |
| 1    | Espagne  | 6   | 4 | 2 | 0 | 2 | 34 | 32 | +2   |
| 2    | Grèce    | 6   | 4 | 2 | 0 | 2 | 32 | 31 | +1   |
| 3    | Roumanie | 6   | 4 | 2 | 0 | 2 | 33 | 35 | -2   |

| Date             |          | Score |          | Quarts-temps           |
| ---------------- | -------- | ----- | -------- | ---------------------- |
| 12 novembre 2011 | Roumanie | 16-8  | Turquie  | 6-2 ; 4-0 ; 3-3        |
| 15 novembre 2011 | Espagne  | 8-7   | Grèce    | 2-1 ; 1-3 ; 2-1 ; 3-2  |
| 6 décembre 2011  | Roumanie | 9-8   | Espagne  | 5-2 ; 1-0 ; 0-5 ; 3-1  |
| 17 décembre 2011 | Grèce    | 14-5  | Turquie  | 3-0 ; 4-2 ; 2-0 ; 5-3  |
| 5 janvier 2012   | Turquie  | 3-16  | Roumanie | - ; -                  |
| 7 janvier 2012   | Grèce    | 9-7   | Espagne  | 2-2 ; 4-2 ; 1-1 ; 2-2  |
| 21 février 2012  | Roumanie | 8-6   | Grèce    | 1-1 ; 2-4 ; 1-2 ; 3-0  |
| 21 février 2012  | Turquie  | 5-14  | Espagne  | 1-6 ; 0-2 ; 2-2 ; 2-4. |
| 6 mars 2012      | Espagne  | 11-7  | Roumanie | 4-2 ; 3-1 ; 1-3 ; 3-1  |
| 6 mars 2012      | Turquie  | 3-9   | Grèce    | - ; -                  |
| 20 mars 2012     | Grèce    | 10-9  | Roumanie | 3-3 ; 5-2 ; 1-2        |
| 20 mars 2012     | Espagne  | 12-3  | Turquie  | 4-1 ; 3-0 ; 3-1 ; 2-1  |

## Super finale
La super finale entre les huit qualifiés a lieu du 12 au 17 juin 2012 dans la piscine du complexe Rakhat-Fitness, à Almaty, au Kazakhstan. Le bassin se situe près du Stade central où joue l'équipe de football du FC Kairat Almaty.

### Tour préliminaire
Ce tour détermine les rencontres des quarts de finale selon le classement final des équipes de chacun des deux groupes.
Les matches ne peuvent pas se terminer sur un score d'égalité. Une séance de tirs au but (« T ») départagent les équipes. Dans ces cas, le vainqueur marque deux points au classement et le perdant un point, au lieu respectivement de trois points et zéro point en cas de score inégal.

#### Groupe A
| Rang | Équipe     | Pts | J | G | N | P | Bp | Bc | Diff |
| ---- | ---------- | --- | - | - | - | - | -- | -- | ---- |
| 1    | Italie     | 8   | 3 | 2 | 1 | 0 | 30 | 24 | +6   |
| 2    | États-Unis | 6   | 2 | 2 | 0 | 1 | 22 | 19 | +3   |
| 3    | Chine      | 2   | 3 | 0 | 1 | 2 | 26 | 28 | -2   |
| 4    | Kazakhstan | 2   | 3 | 0 | 2 | 1 | 30 | 37 | -7   |

| Date    |            | Score            |            | Quarts-temps                    |
| ------- | ---------- | ---------------- | ---------- | ------------------------------- |
| 12 juin | Italie     | 10-9             | Chine      | 2-2 ; 2-3 ; 4-2 ; 2-2           |
| 12 juin | États-Unis | 11-8             | Kazakhstan | 4-4 ; 4-1 ; 2-0 ; 1-3           |
| 13 juin | États-Unis | 6-4              | Chine      | 2-1 ; 1-0 ; 1-2 ; 2-1           |
| 13 juin | Italie     | 10-10 13-10 a.T. | Kazakhstan | 3-1 ; 5-3 ; 1-3 ; T : 3-0,      |
| 14 juin | Italie     | 7-5              | États-Unis | 2-3 ; 3-0 ; 0-2 ; 2-0           |
| 14 juin | Chine      | 8-8              | Kazakhstan | 3-2 ; 2-2 ; 2-3 ; 1-1 ; T : 5-4 |

#### Groupe B
| Rang | Équipe    | Pts | J | G | N | P | Bp | Bc | Diff |
| ---- | --------- | --- | - | - | - | - | -- | -- | ---- |
| 1    | Croatie   | 9   | 3 | 3 | 0 | 0 | 41 | 20 | +21  |
| 2    | Espagne   | 6   | 3 | 2 | 0 | 1 | 22 | 17 | +5   |
| 3    | Australie | 3   | 2 | 1 | 0 | 2 | 33 | 28 | +5   |
| 4    | Brésil    | 0   | 3 | 0 | 0 | 3 | 12 | 43 | -31  |

| Date    |           | Score |           | Quarts-temps          |
| ------- | --------- | ----- | --------- | --------------------- |
| 12 juin | Croatie   | 14-11 | Australie | 6-2 ; 3-2 ; 4-2 ; 1-5 |
| 12 juin | Brésil    | 3-8   | Espagne   | 3-3 ; 0-2 ; 0-1       |
| 13 juin | Croatie   | 7-6   | Espagne   | 4-2 ; 1-0 ; 1-2       |
| 13 juin | Brésil    | 6-13  | Australie | 2-2 ; 1-4 ; 2-4 ; 1-3 |
| 14 juin | Croatie   | 20-3  | Brésil    | 3-2 ; 7-0 ; 6-1 ; 4-0 |
| 14 juin | Australie | 7-8   | Espagne   | 2-0 ; 2-2 ; 0-4 ; 3-2 |

### Phase finale pour la première place
Les huit équipes participent aux quarts de finale : les premiers de chaque groupe affrontent les quatrièmes de l'autre, les deuxièmes et les troisièmes de groupe différent s'opposant.

#### Quarts de finale
| Date    |                 | Score |                | Quarts-temps          |
| ------- | --------------- | ----- | -------------- | --------------------- |
| 15 juin | États-Unis (2A) | 7-5   | Australie (3B) | 3-1 ; 2-0 ; 0-1 ; 2-3 |
| 15 juin | Chine (3A)      | 1-11  | Espagne (2B)   | 0-3 ; 0-2 ; 1-2 ; 0-4 |
| 15 juin | Italie (1A)     | 14-1  | Brésil (4B)    | 3-0 ; 4-1 ; 3-0 ; 4-0 |
| 15 juin | Kazakhstan (4A) | 6-13  | Croatie (1B)   | 2-2 ; 2-3 ; 0-4 ; 2-4 |

#### Demi-finales
| Date    |                    | Score |                 | Quarts-temps                    |
| ------- | ------------------ | ----- | --------------- | ------------------------------- |
| 16 juin | États-Unis (2A/3B) | 10-11 | Croatie (4A/1B) | 4-3 ; 3-3 ; 1-2 ; 2-3           |
| 16 juin | Espagne (3A/2B)    | 9-7   | Italie (1A/4B)  | 2-1 ; 1-0 ; 1-3 ; 1-1 ; T : 4-2 |

#### Finale
| Finale               | Croatie                                                                   | 8–8                | Espagne                                                                                     | Piscine centrale à Almaty (Kazakhstan) |  |
| 17 juin 2012 15 h 10 | Sandro Sukno 3 Miho Bošković 2 Andro Bušlje 1 Igor Hinić 1 Maro Joković 1 | (2-1 ; 2-3 ; 2-2 ) | 3 Albert Español 1 Blai Mallarach 1 David Martin 1 Marc Minguell 1 Iván Pérez 1 Xavi Valles |                                        |  |
| 17 juin 2012 15 h 10 | hvs.hr                                                                    |                    |                                                                                             |                                        |  |
| 17 juin 2012 15 h 10 | Tirs au but 10-9                                                          |                    |                                                                                             |                                        |  |

### Matches de classement
| Date                        |                             | Score                       |                             | Quarts-temps                |
| Matches de classement 3e/4e | Matches de classement 3e/4e | Matches de classement 3e/4e | Matches de classement 3e/4e | Matches de classement 3e/4e |
| --------------------------- | --------------------------- | --------------------------- | --------------------------- | --------------------------- |
| 17 juin                     | États-Unis                  | 6-7                         | Italie                      | 1-1 ; 2-3 ; 1-2 ; 2-1       |
| Matches de classement 5e/8e |                             |                             |                             |                             |
| 16 juin                     | Australie                   | 6-7                         | Kazakhstan                  | 1-2 ; 1-1 ; 2-2             |
| 16 juin                     | Chine                       | 10-7                        | Brésil                      | 2-1 ; 1-2 ; 2-3 ; 5-1       |
| 17 juin 5e/6e               | Kazakhstan                  | 7-5                         | Chine                       | 4-1 ; 1-1 ; 2-1 ; 0-2       |
| 17 juin 7e/8e               | Australie                   | 13-2                        | Brésil                      | 2-0 ; 3-0 ; 6-1 ; 2-1       |

## Honneurs

### Classement final
|   | Équipes    |
| 1 | Croatie    |
| 2 | Espagne    |
| 3 | Italie     |
| - | ---------- |
| 4 | États-Unis |
| 5 | Kazakhstan |
| 6 | Chine      |
| 7 | Australie  |
| 8 | Brésil     |

En gras, les premier et troisième du classement se qualifient pour le tournoi masculin des Championnats du monde de natation 2013 de Barcelone, en Espagne (dont l’équipe nationale est déjà qualifiée comme représentant le pays hôte).
| Médaille | Équipe lors du dernier match |
| -------- | --- |
| Or       | Croatie : Ratko Rudić (entraîneur) Josip Pavić (gardien), Damir Burić, Miho Bošković, Nikša Dobud, Maro Joković, Anđelo Šetka, Petar Muslim, Andro Bušlje, Sandro Sukno, Samir Barač, Igor Hinić, Ivan Buljubašić et Frano Karač                                             |
| Argent   | Espagne : Rafael Aguilar (entraîneur) Iñaki Aguilar (gardien), Mario García, Blai Mallarach, Balazs Sziranyi, Guillermo Molina, Marc Minguell, David Martín, Albert Español, Xavier Vallés, Felipe Perrone, Iván Pérez, Xavier García Gadea et Daniel López-Pinedo (gardien) |
| Bronze   | Italie : |

### Honneurs
Le meilleur buteur de la super finale est le Croate Maro Joković.
Sont désignés meilleur joueur l’Espagnol Felipe Perrone et meilleur gardien l’Italien Stefano Tempesti.

## Sources et références
1. 1 2  Tim Hartog, « Four more Barcelona 2013 participants known », waterpoloworld.com, 18 juin 2012 ; page consultée le 23 juin 2012.
2. ↑  [PDF] FINA Men’s Water Polo World League 2012 Rules & Regulations for National Federations, fina.org, page 7 ; fichier consulté le 28 septembre 2011.
3. ↑  Wolfgang Philipps, « Almaty to host 2012 World League Super Final », waterpolo-world.com, 25 novembre 2011 ; page consultée le 25 novembre 2011.
4. ↑  [PDF] FINA Men’s Water Polo World League 2012 Rules & Regulations for National Federations, fina.org, page 3 ; fichier consulté le 28 septembre 2011.
5. ↑  Calendrier des qualifications américaines de la Ligue mondiale masculine, USA Water Polo, 17 avril 2012 ; page consultée le 5 mai 2012.
6. ↑  « USA Men Top Brazil 14-1 To Open FINA World League Prelims », USA Water Polo, 10 mai 2012 ; page consultée le 11 mai 2012.
7. ↑  « USA Men Down Canada 11-2 On Day Two Of FINA World League Prelims », USA Water Polo, 11 mai 2012 ; page consultée le 12 mai 2012.
8. ↑  « USA Men Defeat Brazil 14-2 To Remain Undefeated At FINA World League Prelims », USA Water Polo, 12 mai 2012 ; page consultée le 13 mai 2012.
9. ↑  « USA Men Close Out FINA World League Prelims With 17-6 Win Over Canada », USA Water Polo, 13 mai 2012 ; page consultée le 14 mai 2012.
10. 1 2 3  Résumés des matches de l’équipe masculine d’Australie aux qualifications de la Ligue mondiale, Australian Water Polo, 4 au 6 mai 2012.
11. 1 2 3  Résumé des matches de l’équipe d’Australie au tournoi de Chiba, Australian Water Polo, mai 2012.
12. ↑  Calendrier, fina.org, 17 août 2011 ; page consultée le 27 août 2011.
13. ↑  Résultats de la première journée, Waterpolo Development World, 15 novembre 2011 ; page consultée le 15 novembre 2011.
14. ↑  « World League – Seconda giornata », Waterpolo Development World, 6 décembre 2011 ; page consultée le 7 décembre 2011.
15. ↑  Tim Hartog, « Russia beats Great Britian for first win », Waterpolo World, 11 janvier 2012 ; page consultée le 27 janvier 2012.
16. ↑  « Italia in Superfinal », Federazione Italiana Nuoto, 21 février 2012 ; page consultée le 21 février 2012.
17. ↑  « World League. Italia-Gran Bretagna 14-1 », Federazione Italiana Nuoto, 6 mars 2012 ; page consultée le 7 mars 2012.
18. 1 2 3  Tim Hartog, « Spain qualifies for Super Final », waterpoloworld.com, 20 mars 2012 ; page consultée le 20 mars 2012.
19. ↑  Tim Hartog, « Germany bows to Croatia on penalties », waterpolo-world.net, 15 novembre 2011 ; page consultée le 16 novembre 2011.
20. ↑  Wasserballer mit Pflichtsieg gegen Mazedonien, Zeit Online, 17 décembre 2011 ; page consultée le 18 décembre 2011.
21. ↑  « Teško do bodova u Skopju », crowaterpolo.com, 5 janvier 2012 ; page consultée le 6 janvier 2012.
22. ↑  Wolfgang Philipps, « Profis stoppen „müde Krieger“ », waterpoloworld.de, 14 février 2012 ; page consultée le 15 février 2012.
23. ↑  Vedran Filipović, « Sukno - Makedonija 5:4 », SportnetHr, 6 mars 2012 ; page consultée le 7 mars 2012.
24. ↑  Wolfgang Philipps, « Déjà-vu ohne Fünf », waterpoloworld.de, 15 mars 2012 ; page consultée le 16 mars 2012.
25. ↑  « PR 16 - European preliminaries: Spain gets final ticket to Super Final », fina.org, 21 mars 2012 ; page consultée le 21 mars 2012.
26. ↑  Tim Hartog, « FINA World League set for start », waterpolo-world.com, 14 novembre 2011 ; page consultée le 14 novembre 2011.
27. ↑  « España debuta con victoria en la World League », Real Federación Española de Natación, 15 novembre 2011 ; page consultée le 16 novembre 2011.
28. ↑  « Liga Mundial / España cae ante Rumanía (9—8) », Real Federación Española de Natación, 6 décembre 2011 ; page consultée le 6 décembre 2011.
29. ↑  « Σε καλό δρόμο η Εθνική μας! », Aquatic News, 17 décembre 2011 ; page consultée le 18 décembre 2011.
30. ↑  « World League – Terza giornata », Waterpolo Development World, mise à jour du 5 janvier 2012 ; page consultée le 6 janvier 2012.
31. ↑  Tim Hartog, « Italy in World League Super Final », waterpolworld.com, 21 février 2012 ; page consultée le 21 février 2012.
32. ↑  « Liga Mundial: España derrota a Turquía (5—14) », Real Federación Española de Natación, 21 février 2012 ; page consultée le 21 février 2012.
33. ↑  « Liga Mundial: España bate a Rumanía (11—7) », Real Federación Española de Natación, 6 mars 2012 ; page consultée le 6 mars 2012.
34. 1 2 3 4  Gergely Csurka, « Super Final 2012 (Men): China almost upsets World champion Italy », fina.org, 12 juin 2012 ; page consultée le 13 juin 2012.
35. 1 2 3 4  Gergely Csurka, « Super Final 2012 (Men): Croatia clinches top spot, Kazakhs lose to Italy in shootout », fina.org, 13 juin 2012 ; page consultée le 15 juin 2012.
36. ↑  « Pallanuoto: Superfinal WL ad Almaty. Italia-Kazakhstan 13-10 ai rigori », Federazione Italiana Nuoto, 13 juin 2012 ; page consultée le 13 juin 2012.
37. 1 2 3 4  Gergely Csurka, « Super Final 2012 (Men): Italy and Croatia top respective groups », fina.org, 14 juin 2012 ; page consultée le 15 juin 2012.
38. 1 2 3 4  Gergely Csurka, « Super Final 2012 (Men): Croatia, Italy, Spain and USA advance to semis », fina.org, 15 juin 2012 ; page consultée le 15 juin 2012.
39. 1 2 3 4  Gergely Csurka, « Super Final 2012 (Men): Spain upsets Italy, meets Croatia in final », fina.org, 16 juin 2012 ; page consultée le 17 juin 2012.
40. 1 2 3 4 5  Gergely Csurka, « Super Final 2012 (Men): Croatia beats Spain to clinch first World League title  », fina.org, 17 juin 2012 ; page consultée le 23 juin 2012.
41. ↑  Liste des joueurs pour la finale, Hrvatski vaterpolski savez, 17 juin 2012 ; page consultée le 17 juin 2012.

- [PDF] FINA Men’s Water Polo World League 2012 Rules & Regulations for National Federations, fina.org ; fichier consulté le 28 septembre 2011.